# George Gulack
George Julius Gulack (Riga, 12 mei 1905 - Boca Raton, 27 juli 1987) was een Amerikaans turner. 
Gulack werd geboren ik het Keizerrijk Rusland en emigreerde in 1922 naar de Verenigde Staten. Tijdens de Olympische Zomerspelen 1932 won Gulack de gouden medaille aan de ringen. Gulack was manager van de Amerikaanse turnploeg aan de Olympische Zomerspelen 1932 en gedurende 25 jaar internationaal jurylid.

## Resultaten

### Olympische Zomerspelen
| Jaar | Plaats      | Resultaten    |
| ---- | ----------- | ------------- |
| 1932 | Los Angeles | aan de ringen |

1896: Ioannis Mitropoulos ·
1904: Herman Glass ·
1924: Francesco Martino ·
1928: Leon Štukelj ·
1932: George Gulack ·
1936: Alois Hudec ·
1948: Karl Frei ·
1952: Grant Sjaginjan ·
1956: Albert Azarjan ·
1960: Albert Azarjan ·
1964: Takuji Hayata ·
1968: Akinori Nakayama ·
1972: Akinori Nakayama ·
1976: Nikolaj Andrianov ·
1980: Aleksandr Ditjatin ·
1984: Koji Gushiken, Li Ning ·
1988: Holger Behrendt, Dmitri Bilozertsjev ·
1992: Vitali Tsjerbo ·
1996: Jury Chechi ·
2000: Szilveszter Csollány ·
2004: Dimosthenis Tampakos ·
2008: Chen Yibing · 
2012: Arthur Zanetti · 
2016: Eleftherios Petrounias · 
2020: Liu Yang · 
2024: Liu Yang